# Thaisa Grana Pedretti
Thaisa Grana Pedretti (* 15. Mai 1999) ist eine brasilianische Tennisspielerin.

## Karriere
Pedretti spielt hauptsächlich Turniere auf der ITF Women’s World Tennis Tour, bei der sie bislang sieben Einzeltitel und 13 Doppeltitel gewonnen hat.
Im Juni 2013 bestritt Pedretti ihr erstes ITF-Turnier. 2017 startete sie bei den Juniorinnenwettbewerben der French Open, in Wimbledon und bei den US Open.

## Turniersiege

### Einzel
| Nr. | Datum              | Turnier         | Kategorie   | Belag     | Finalgegnerin      | Ergebnis         |
| --- | ------------------ | --------------- | ----------- | --------- | ------------------ | ---------------- |
| 1.  | 28. Oktober 2017   | Lambare         | ITF $15.000 | Sand      | Fernanda Brito     | 6:2, Aufgabe     |
| 2.  | 28. April 2018     | Villa Del Dique | ITF $15.000 | Sand      | Fernanda Brito     | 6:0, 6:4         |
| 3.  | 2. Juni 2019       | Cancún          | ITF $15.000 | Hartplatz | Patricia Maria Țig | 6:4, 6:4         |
| 4.  | 28. Juli 2019      | Cancún          | ITF $15.000 | Hartplatz | Elle Christensen   | 6:2, 6:3         |
| 5.  | 4. August 2019     | Cancún          | ITF $15.000 | Hartplatz | Anna Morgina       | 6:4, 2:0 Aufgabe |
| 6.  | 12. September 2021 | Ibagué          | ITF W15     | Sand      | Yuliana Lizarazo   | 4:6, 1:1 Aufgabe |
| 7.  | 19. November 2023  | Buenos Aires    | ITF W15     | Sand      | Alexia Harmon      | 7:5, 6:2         |

### Doppel
| Nr. | Datum             | Turnier             | Kategorie   | Belag     | Partnerin                   | Finalgegnerinnen                           | Ergebnis          |
| --- | ----------------- | ------------------- | ----------- | --------- | --------------------------- | ------------------------------------------ | ----------------- |
| 1.  | 2. April 2017     | Campinas            | ITF $15.000 | Sand      | Nathaly Kurata              | Giovanna Tomita Gabriela Cé                | 6:1, 6:3          |
| 2.  | 9. April 2017     | São José dos Campos | ITF $15.000 | Sand      | Victoria Bosio              | Julieta Lara Estable Gabriela Cé           | 5:7, 7:66, [10:3] |
| 3.  | 30. Juli 2017     | Campos do Jordão    | ITF $15.000 | Hartplatz | Nathaly Kurata              | Eduarda Piai Gabriela Cé                   | 7:5, 6:4          |
| 4.  | 23. Dezember 2017 | Luque               | ITF $15.000 | Hartplatz | Noelia Zeballos             | Montserrat Gonzales Ana Sofia Sanchez      | 6:2, 6:4          |
| 5.  | 16. März 2018     | São José dos Campos | ITF $15.000 | Sand      | Carolina Alves              | Eleni Kordolaimi Dominique Schaefer        | 6:4, 6:1          |
| 6.  | 25. Mai 2019      | Cancún              | ITF $15.000 | Hartplatz | Eduarda Piai                | Andrea Weedon Amy Zhu                      | 7:5, 7:5          |
| 7.  | 27. Juli 2019     | Cancún              | ITF $15.000 | Hartplatz | María José Portillo Ramírez | Dewi Dijkman Isabelle Haverlag             | 6:1, 6:4          |
| 8.  | 3. August 2019    | Cancún              | ITF $15.000 | Hartplatz | María José Portillo Ramírez | Haine Ogata Aiko Yoshitomi                 | 6:4, 6:4          |
| 9.  | 8. Februar 2020   | Cancún              | ITF $15.000 | Hartplatz | Ingrid Gamarra Martins      | Eleonore Tschakarowa Werginie Tschakarowa  | 6:2, 6:2          |
| 10. | 22. Februar 2020  | Cancún              | ITF $15.000 | Hartplatz | María Carlé                 | Kendra Bunch Katarina Kozarov              | kampflos          |
| 11. | 6. August 2022    | Rio de Janeiro      | ITF W25     | Sand      | Noelia Zeballos             | Riya Bhatia María Paulina Pérez García     | 6:3, 6:1          |
| 12. | 18. November 2023 | Buenos Aires        | ITF W15     | Sand      | Camila Romero               | Justina Maria Gonzalez Daniele Sylvie Zünd | 0:6, 7:5, [10:5]  |
| 13. | 16. November 2024 | Austin              | ITF W50     | Hartplatz | Diae El Jardi               | Whitney Osuigwe Alana Smith                | 6:2, 4:6, [14:12] |